# Joop Westerweel
Joop Westerweel, né le 25 janvier 1899 à  Zutphen et mort le 11 août 1944  au camp de concentration de Vught, est un enseignant, pacifiste et résistant néerlandais, chef du groupe Westerweel. Ce groupe de résistance procuraient aux enfants et adolescents juifs qui avaient fui l'Allemagne des papiers, des cachettes et organisaient leur exil. Ce groupe réunissait des juifs et des non-juifs, « ce qui n'était alors pas une chose évidente en soi ».

## Biographie
Le père de Westerweel était imprimeur et dirigeait une secte chrétienne. Joop Westerweel fut donc confronté très jeune à la question de la croyance et devint pacifiste convaincu.
Après sa formation, il travailla d'abord comme enseignant dans les Indes néerlandaises, où il prêchait la non-violence. C'est la raison pour laquelle il entra rapidement en conflit avec les autorités et fut condamné à une peine de prison puis expulsé. À son retour aux Pays-Bas, il occupa un poste à Bilthoven et commença rapidement à se préoccuper du sort des enfants juifs qui fuyaient la Pologne et l'Allemagne. En 1942, il fonda le groupe Westerweel et devint un des meneurs de la résistance néerlandaise au nazisme. Ce groupe était alors original, regroupant des juifs et des non-juifs, œuvrant ensemble à sauver des juifs en leur procurant des faux papiers, des cachettes et en organisant leur exil. Le groupe protégea près de 400 enfants et adolescents juifs et en sauva une grande partie. Westerweel lui-même fut arrêté et emprisonné le 10 mars 1944 alors qu'il tentait de faire passer la frontière néerlando-belge à deux jeunes. Il fut alors déporté au camp de Vught, puis torturé sans délivrer aucune information compromettante. Il fut exécuté le 11 août 1944.

## Souvenirs
- Joop et sa femme Willy (Wilhelmina) furent nommés justes parmi les nations en 1964 à Yad Vashem
- Dans la forêt du souvenir Westerweel près de Haïfa est érigé un monument pour Joop Westerweel, Max Windmüller et leurs compagnons du mouvement de résistance juive.
- Les villes de Heemskerk, Montfoort, Rotterdam et Vlaardingen ont une rue Joop Westerweel
- À Amsterdam il y a une école Joop Westerweel

## Source(s)
- (de) Cet article est partiellement ou en totalité issu de l’article de Wikipédia en allemand intitulé « Joop Westerweel » (voir la liste des auteurs).